# Association de réflexion pour la plongée des enfants
 (août 2025).
Motif : Notoriété ? Pertinence ?
- Archive Wikiwix
- Bing
- Cairn
- DuckDuckGo
- E. Universalis
- Gallica
- Google
- G. Books
- G. News
- G. Scholar
- Persée
- Qwant
- (zh) Baidu
- (ru) Yandex
- (wd) trouver des œuvres sur Wikidata

| 1. | Préciser le motif de la pose du bandeau. | Précisez le motif de la pose du bandeau en utilisant la syntaxe suivante : {{admissibilité à vérifier\|date=août 2025\|motif=remplacez ce texte par le motif}}                                                            |
| 2. | Informer les utilisateurs concernés.     | Pensez à avertir le créateur de l'article, par exemple, en insérant le code ci-dessous sur sa page de discussion : {{subst:avertissement admissibilité à vérifier\|Association de réflexion pour la plongée des enfants}} |

 (août 2010).
Si vous disposez d'ouvrages ou d'articles de référence ou si vous connaissez des sites web de qualité traitant du thème abordé ici, merci de compléter l'article en donnant les références utiles à sa vérifiabilité et en les liant à la section « Notes et références ».
L'Association de réflexion pour la plongée des enfants (ARPE) est une association qui s'est attachée à mettre en commun l’expérience de certains moniteurs, dirigeants, enseignants et médecins passionnés par la pratique de la plongée sous-marine avec les enfants.

## Historique
Association française régie par la loi du 1er juillet 1901, l'ARPE a été fondée en 1986.
Elle est agréée par le Ministère de la Jeunesse et des Sports ainsi que par le Ministère du travail.

## Son objet
L'association a pour objet la collecte, l'échange d'informations et de connaissances, scientifiques, médicales, techniques, pédagogiques, juridiques, administratives et autres, concernant la plongée pour enfants.

## Ses adhérents
L'ARPE est constituée d'adhérents : 
- individuels (moniteurs de plongée, éducateurs sportifs, professeurs, parents) ;
- structurés (centres de plongée, clubs associatifs, fédérations, syndicats) ;
- institutionnels (muséum, aquariums, centres de sciences).